# Contea di Fenyi
La contea di Fenyi (分宜县S, Fēnyí XiànP) è una contea della Cina, situata nella provincia di Jiangxi e amministrata dalla prefettura di Xinyu.